# Pharomachrus fulgidus
El quetzal fúlgido o quetzal dorado (Pharomachrus fulgidus) es una especie de ave de la familia Trogonidae que se encuentra en Colombia, Guyana y Venezuela.

## Hábitat
Vive en el bosque de niebla y otros bosques húmedos de montaña entre los 900 y 2.500 m de altitud, en áreas separadas pero todas cercanas a la costa Caribe.

## Descripción
Mide 32 a 33 cm de longitud. El macho tiene pico amarillo oro, cabeza verde oliva bronceada; dorso y pecho color verde brillante; las partes bajas principalmente de color rojo brillante; alas y cola negras la parte interna de la cola blanca con borde negro. La hembra es más opaca con pico más oscuro.

## Alimentación
Se alimenta de frutas, bayas y también de insectos y a veces de lagartijas.